# Cremeaux
Cremeaux település Franciaországban, Loire megyében. Lakosainak száma 913 fő (2022. január 1.). Cremeaux Cherier, Bully, Juré, Luré, Saint-Jean-Saint-Maurice-sur-Loire, Saint-Just-en-Chevalet, Saint-Polgues és Souternon községekkel határos.

## Népesség
A település népességének változása:
| Lakosok száma | 1088 | 970  | 937  | 932  | 906  | 911  | 904  | 907  | 912  | 913  |
|               | 1968 | 1982 | 1990 | 2006 | 2013 | 2015 | 2017 | 2019 | 2020 | 2022 |